# Copa del Generalísimo 1958/59
Die Copa del Generalísimo 1958/59 war die 55. Austragung des spanischen Fußballpokalwettbewerbes, der heute unter dem Namen Copa del Rey stattfindet.
Der Wettbewerb startete am 21. Dezember 1958 und endete mit dem Finale am 21. Juni 1959 im Estadio Santiago Bernabéu in Madrid. Titelverteidiger des Pokalwettbewerbes war Atlético Bilbao. Den Titel gewann der CF Barcelona durch einen 4:1-Erfolg im Finale gegen den FC Granada.

## Vorrunde
Die Hinspiele wurden am 21. Dezember 1958, die Rückspiele am 1. März 1959 ausgetragen.
|                     | Gesamt |                  | Hinspiel | Rückspiel |
| ------------------- | ------ | ---------------- | -------- | --------- |
| CD Alavés           | 1:5    | FC Cádiz         | 1:1      | 0:4       |
| CD Badajoz          | 7:5    | Sestao SC        | 5:3      | 2:2       |
| Baracaldo CF        | 3:5    | FC Córdoba       | 0:2      | 3:3       |
| CD Baskonia         | 6:3    | CD Málaga        | 2:2      | 4:1       |
| Atlético Ceuta      | 3:5    | CD Condal        | 3:4      | 0:1       |
| Deportivo La Coruña | 6:4    | Atlético Almería | 3:0      | 3:4       |
| FC Elche            | 7:4    | FC Girona        | 5:0      | 2:4       |
| CD Eldense          | 6:2    | Real Avilés      | 4:0      | 2:2       |
| Club Ferrol         | 3:4    | FC Extremadura   | 2:0      | 1:4       |
| Hércules Alicante   | 6:1    | Rayo Vallecano   | 5:0      | 1:1       |
| Real Jaén           | 1:5    | Real Valladolid  | 1:1      | 0:4       |
| Levante UD          | 5:4    | Tarrasa CF       | 4:2      | 1:2       |
| CD Sabadell         | 1:4    | Real Murcia      | 1:4      | 0:0       |
| CD San Fernando     | 2:3    | SD Indautxu      | 1:0      | 1:3       |
| Real Santander      | 1:2    | AD Plus Ultra    | 0:0      | 1:2       |
| Real Unión          | 2:2    | CD Teneriffa     | 2:0      | 0:2       |

### Entscheidungsspiel
Das Spiel wurde am 19. März in Madrid ausgetragen.
|            | Ergebnis |              |
| ---------- | -------- | ------------ |
| Real Unión | 1:5      | CD Teneriffa |

## Runde der letzten 32
Die Hinspiele wurden am 26. April, die Rückspiele am 3. Mai 1959 ausgetragen.
|                     | Gesamt |                 | Hinspiel | Rückspiel |
| ------------------- | ------ | --------------- | -------- | --------- |
| Atlético Madrid     | 5:3    | CD Baskonia     | 5:1      | 0:2       |
| CD Badajoz          | 1:2    | CA Osasuna      | 0:0      | 1:2       |
| CF Barcelona        | 3:2    | Real Murcia     | 2:2      | 1:0       |
| Betis Sevilla       | 6:4    | CD Teneriffa    | 6:1      | 0:3       |
| Celta Vigo          | 3:3    | CD Condal       | 2:2      | 1:1       |
| Deportivo La Coruña | 3:2    | Real Oviedo     | 1:0      | 2:2       |
| CD Eldense          | 2:5    | Atlético Bilbao | 0:3      | 2:2       |
| FC Extremadura      | 0:8    | Real Madrid     | 0:5      | 0:3       |
| Real Gijón          | 3:2    | Real Valladolid | 2:0      | 1:2       |
| FC Granada          | 9:6    | FC Elche        | 8:1      | 1:5       |
| Hércules Alicante   | 1:2    | RCD Español     | 1:1      | 0:1       |
| SD Indautxu         | 2:2    | FC Sevilla      | 2:2      | 0:0       |
| UD Las Palmas       | 2:3    | FC Cádiz        | 2:1      | 0:2       |
| AD Plus Ultra       | 4:3    | Real Sociedad   | 1:1      | 3:2       |
| FC Valencia         | 7:2    | FC Córdoba      | 4:0      | 3:2       |
| Real Saragossa      | 4:3    | Levante UD      | 3:0      | 1:3       |

### Entscheidungsspiele
|             | Ergebnis |            |
| ----------- | -------- | ---------- |
| Celta Vigo  | 11:0 1   | CD Condal  |
| SD Indautxu | 22:3 2   | FC Sevilla |

## Achtelfinale
Die Hinspiele wurden am 10. Mai, die Rückspiele am 17. Mai 1959 ausgetragen.
|                     | Gesamt |                 | Hinspiel | Rückspiel |
| ------------------- | ------ | --------------- | -------- | --------- |
| Betis Sevilla       | 3:0    | Celta Vigo      | 3:0      | 0:0       |
| Deportivo La Coruña | 3:3    | AD Plus Ultra   | 3:1      | 0:2       |
| RCD Español         | 2:5    | Atlético Madrid | 1:0      | 1:5       |
| Real Gijón          | 0:6    | CF Barcelona    | 0:0      | 0:6       |
| FC Granada          | 10:30  | FC Cádiz        | 6:0      | 4:3       |
| CA Osasuna          | 3:4    | FC Sevilla      | 2:2      | 1:2       |
| Real Madrid         | 5:1    | Atlético Bilbao | 4:1      | 1:0       |
| Real Saragossa      | 1:3    | FC Valencia     | 0:2      | 1:1       |

### Entscheidungsspiel
Das Spiel wurde am 19. Mai in Valladolid ausgetragen.
|                     | Ergebnis |               |
| ------------------- | -------- | ------------- |
| Deportivo La Coruña | 1:2      | AD Plus Ultra |

## Viertelfinale
Die Hinspiele wurden am 24. Mai, die Rückspiele am 31. Mai 1959 ausgetragen.
|               | Gesamt |                 | Hinspiel | Rückspiel |
| ------------- | ------ | --------------- | -------- | --------- |
| Betis Sevilla | 03:10  | CF Barcelona    | 0:6      | 3:4       |
| Real Madrid   | 3:2    | FC Sevilla      | 3:1      | 0:1       |
| AD Plus Ultra | 2:7    | FC Granada      | 1:4      | 1:3       |
| FC Valencia   | 5:2    | Atlético Madrid | 2:1      | 3:1       |

## Halbfinale
Die Hinspiele wurden am 7. Juni, die Rückspiele am 14. Juni 1959 ausgetragen.
|             | Gesamt |              | Hinspiel | Rückspiel |
| ----------- | ------ | ------------ | -------- | --------- |
| FC Granada  | 1:1    | FC Valencia  | 1:0      | 0:1       |
| Real Madrid | 3:7    | CF Barcelona | 2:4      | 1:3       |

### Entscheidungsspiel
Das Spiel wurde am 16. Juni in Madrid ausgetragen.
|            | Ergebnis |             |
| ---------- | -------- | ----------- |
| FC Granada | 3:1      | FC Valencia |

## Finale
| CF Barcelona                                        | CF Barcelona | FC Granada | FC Granada |
| --------------------------------------------------- | --- | --- | ---------- |
| CF Barcelona                                        | \| 21. Juni 1959 in Madrid (Estadio Santiago Bernabéu) \| \| Ergebnis: 4:1 (2:0) \| \| Zuschauer: 90.000 \| \| Schiedsrichter: Manuel Asensi \|                                                                 | \| 21. Juni 1959 in Madrid (Estadio Santiago Bernabéu) \| \| Ergebnis: 4:1 (2:0) \| \| Zuschauer: 90.000 \| \| Schiedsrichter: Manuel Asensi \|                                                          | FC Granada |
| CF Barcelona                                        | Pedro Estrems – Ferran Olivella, Rodrí, Sígfrid Gràcia – Enric Gensana, Joan Segarra – Justo Tejada, Sándor Kocsis, Eulogio Martínez, Luis Suárez, Ramón Villaverde Cheftrainer: Helenio Herrera ( Argentinien) | Rafael Piris – José Becerril, Vicente Díaz , Manuel Larrabeiti – Ramoní, José María Pellejero – Juan Vázquez, Ramón Carranza, Loren, Juan Benavídez, Arsenio Iglesias Cheftrainer: Jenő Kalmár ( Ungarn) | FC Granada |
| CF Barcelona                                        | 1:0 Eulogio Martínez (2.) 2:0 Sándor Kocsis (10.) 3:1 Justo Tejada (67.) 4:1 Sándor Kocsis (76.) | 2:1 Arsenio Iglesias (58.) | FC Granada |
| 21. Juni 1959 in Madrid (Estadio Santiago Bernabéu) | | |            |
| Ergebnis: 4:1 (2:0)                                 | | |            |
| Zuschauer: 90.000                                   | | |            |
| Schiedsrichter: Manuel Asensi                       | | |            |